# Барбало
Барбало  (груз. დიდი ბორბალო) — гора на ділянці  Головного Кавказького хребта, розташованій на території  Грузії. Тут беруть початок деякі великі річки: Іорі, Алазані — і багато притоків інших річок, в тому числі ті, що течуть на північ (річки Аргун, басейну Терек) і схід (Андійське койсу, басейну Сулак). На південь від Барбало відокремлюються два значних відроги, що є вододілом, один Карталінський (Картлійський) хребет — між Пшавською Арагві і Іорі, інший Кахетинський (Ціві-Гомборський) хребет — між Іорі і Алазані (всі — басейн  Кури). Барбало (разом з розташованою на північ  Тебулос-мтою) служить кордоном геологічної будови Головного Кавказького хребта; так, на захід від Барбало гори переважно складаються з вулканічних порід (граніт, кристалічний сланець, порфір та ін.), а на схід — з  порід осадового походження (глинистий сланець, пісковик).
Барбало-великий має висоту 3296 м н.р.м., Барбало-малий розташований дещо північніше великого.
На схід (південний схід) від м. Великий Барбало Вододільний хребет обривається до Куро-Араксинської рівнини (тобто на східній ділянці Великого Кавказького хребта з півдня немає примикаючих хребтів, за винятком [деякого розчленування осьового гребеня на крайньому південному сході] 1-2 відрогів в районі Бабадаг — Шемаха, р. Пірсагат — Лянгябизький хр.) — безпосередньо біля підніжжя Барбалу лежать Алазань-Авторанська долина і Іорське плоскогір'я (Ширакський степ). Поруч на сході розташований Мтатушетський заповідник (Мта-Тушеті), курорт Торгвас-Абано (1800–1850 м н.у.м.) і Банський перевал (2928 м) через Головний хребет (внутрішньогрузинський).